# نقحان (حزم العدين)

تعديل مصدري - تعديل

نقحان محلة تابعة لقرية ذي نشمة، التابعة لعزلة بني سليمان بمديرية حزم العدين إحدى مديريات محافظة إب في الجمهورية اليمنية، بلغ تعداد سكانها 190 حسب تعداد اليمن لعام 2004.